# غار سولکوتا
غار سولکوتا (گرجی: სოლკოტას მღვიმე) یک غار در گرجستان است که در تسقالتوبو واقع شده است.